# Ron DeSantis

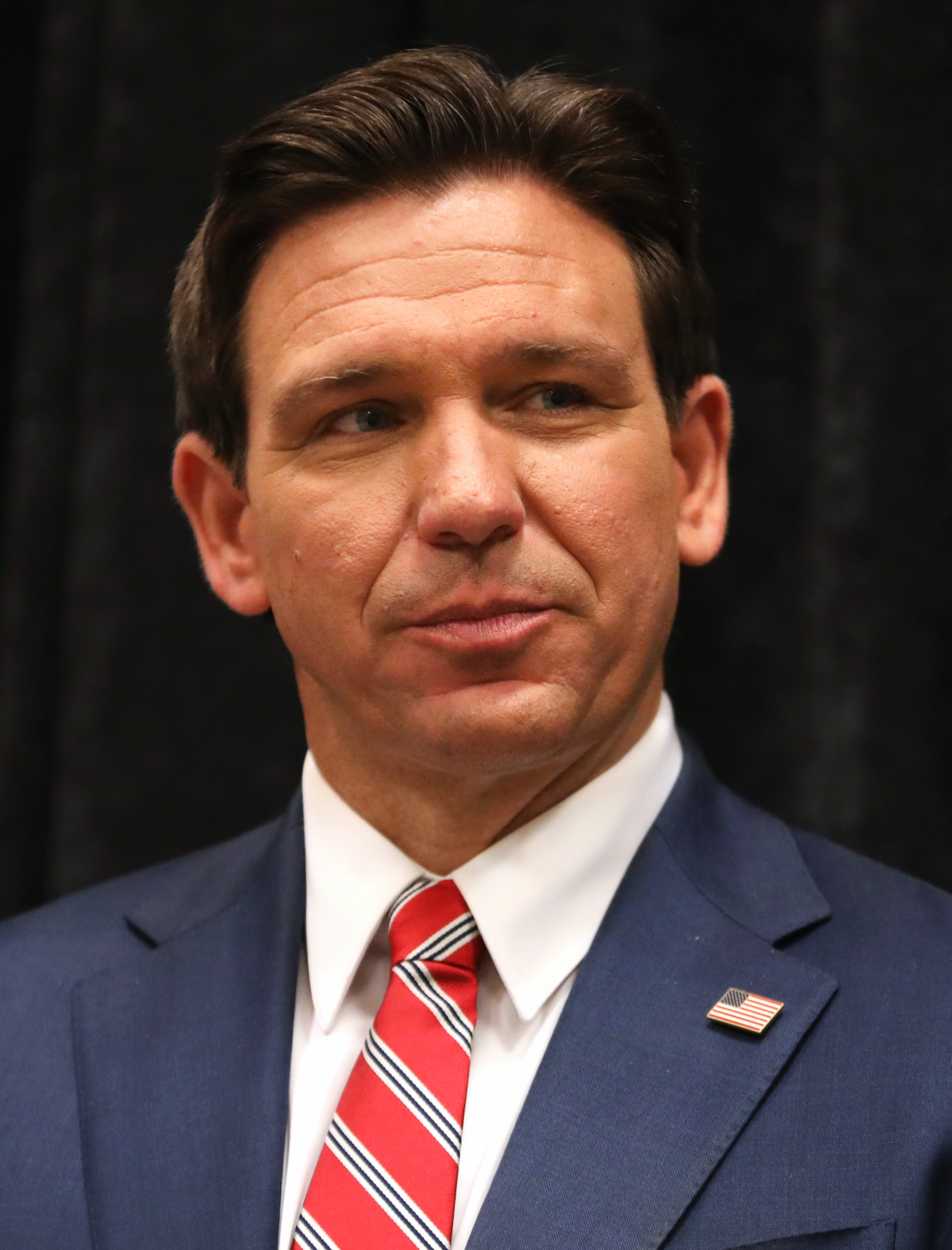
Ron DeSantis (2024)

Ronald Dion „Ron“ DeSantis (* 14. September 1978 in Jacksonville, Florida) ist ein US-amerikanischer Politiker der Republikanischen Partei. Seit Januar 2019 ist er Gouverneur Floridas. Von 2013 bis 2018 war er Abgeordneter im Repräsentantenhaus der Vereinigten Staaten. Er gehörte zum Kandidatenkreis der Republikaner für die Präsidentschaftswahl in den Vereinigten Staaten 2024.

## Leben

### Herkunft, Ausbildung und militärische Karriere

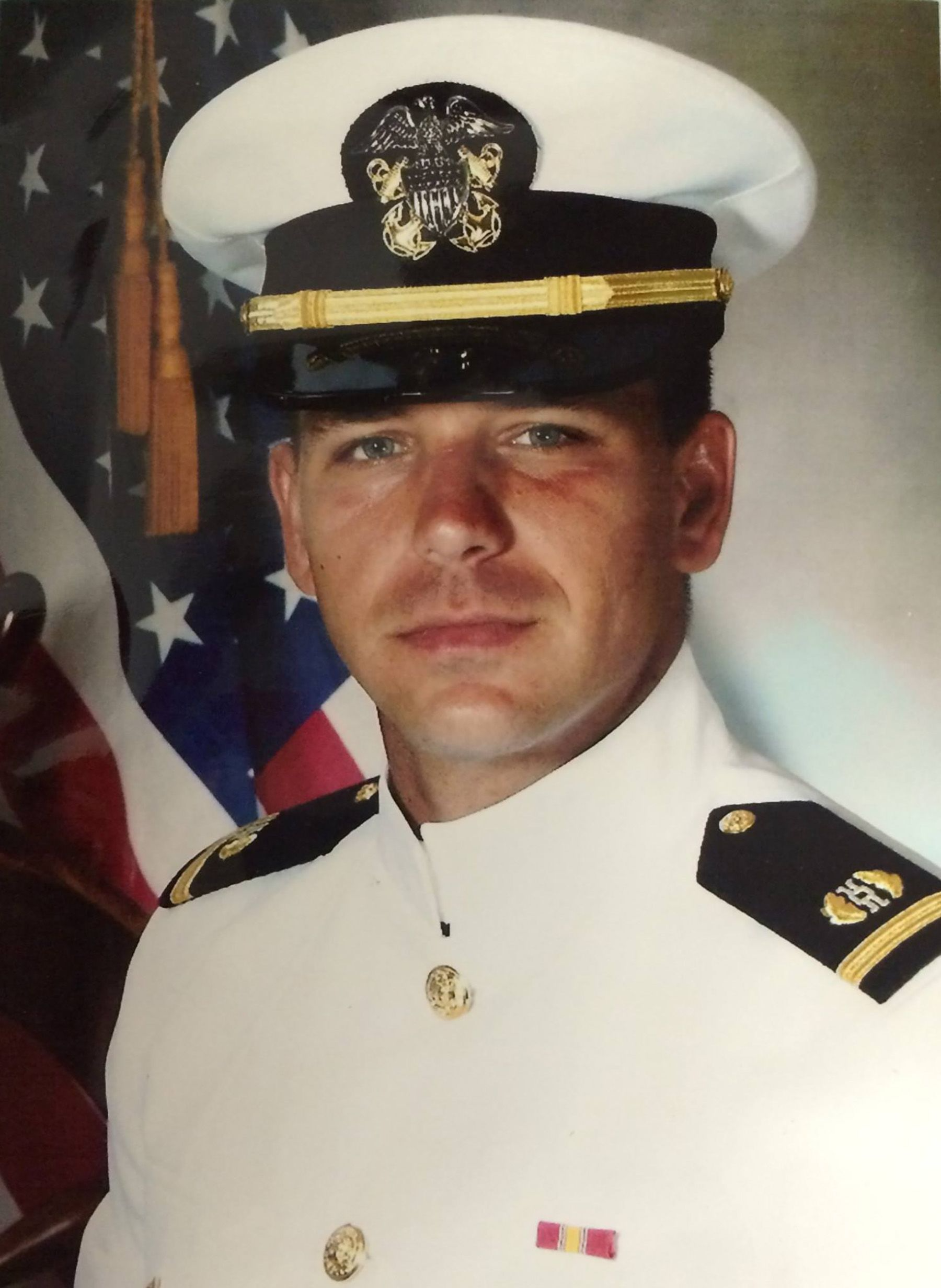
Ron DeSantis bei der US Navy

Ron DeSantis ist italienischer Abstammung: Alle seine Urgroßeltern sind in Italien geboren, sie wanderten 1904 bzw. 1917 in die Vereinigten Staaten ein. Seine Eltern Ronald DeSantis Sr. und Karen Rogers lebten in Orlando (Florida), bevor sie nach Dunedin (Florida) zogen, als Ronald sechs Jahre alt war. Seine Mutter arbeitete als Krankenschwester, sein Vater als Fernsehinstallateur. Er stammt aus einem katholisch geprägten Elternhaus – zwei seiner Tanten mütterlicherseits sind Nonnen, ein Onkel ist Priester. DeSantis spielte in Dunedin in einem Kinderbaseball-Team.
Er besuchte zunächst eine katholische Grundschule und anschließend eine High School in Dunedin, die er 1997 abschloss. Danach studierte DeSantis Geschichte an der Yale University. Er war Kapitän des College-Baseballteams von Yale und schloss sich der Studentenverbindung Delta Kappa Epsilon an. Während seines Studiums arbeitete er in verschiedenen Jobs, darunter als Elektriker-Assistent und als Baseballcamp-Trainer. DeSantis schloss sein Studium in Yale 2001 mit einem B.A. magna cum laude ab.
Nachdem er ein Jahr als Geschichtslehrer an der Darlington School in Rome (Georgia) verbracht hatte, begann er an der Harvard University ein Jurastudium. In seinem zweiten Jahr an der Harvard Law School trat DeSantis 2004 als Offiziersanwärter in die Marinegerichtsbarkeit ein und wurde dem Judge Advocate General’s Corps (JAGC) der US Navy zugeteilt. 2005 schloss er das Jurastudium mit einem Juris Doctor Cum Laude ab und beendete die Marinerichterschule Naval Justice School. Er selbst bezeichnet sein Studium an den Eliteuniversitäten Yale und Harvard als die prägendste Phase in der Entwicklung seiner politischen Einstellung. Wegen „linksextremer“ Professoren sei er „einer der wenigen, die in Yale und Harvard studiert haben und dabei konservativer herausgekommen sind als vor dem Studium“.
Ab Ende 2005 war er auf dem Stützpunkt Naval Station Mayport in seiner Geburtsstadt beschäftigt, wo er 2006 zum Lieutenant befördert wurde. Er arbeitete für den Kommandeur der Joint Task Force Guantanamo und hatte Kontakt mit Häftlingen im Gefangenenlager Guantanamo. Seine Mitwisserschaft über mögliche Menschenrechtsverletzungen in Guantanamo gilt als umstritten. Im August 2007 wurde DeSantis von der Naval Special Warfare Command Group dem SEAL Team One als Rechtsberater zugeteilt und in den Irak entsandt, wo er bis April 2008 blieb.
Das US-Justizministerium ernannte ihn zum Ermittler im Büro des Bundesstaatsanwalts bei der US-Staatsanwaltschaft im mittleren Bezirk von Florida. Er unterrichtete außerdem Militärrecht an der Florida Coastal School of Law. DeSantis wurde bis zu seiner ehrenvollen Entlassung aus dem aktiven Dienst im Februar 2010 als Militärstrafverteidiger eingesetzt. Anschließend gehörte er als Jurist im JAGC der US Navy Reserve an. Während seiner Militärkarriere wurde DeSantis mit der Bronze Star Medal, der Navy & Marine Corps Commendation Medal, der Global War on Terrorism Service Medal und der Iraq Campaign Medal ausgezeichnet.

### Politische Laufbahn

#### Kongressabgeordneter (2013–2018)

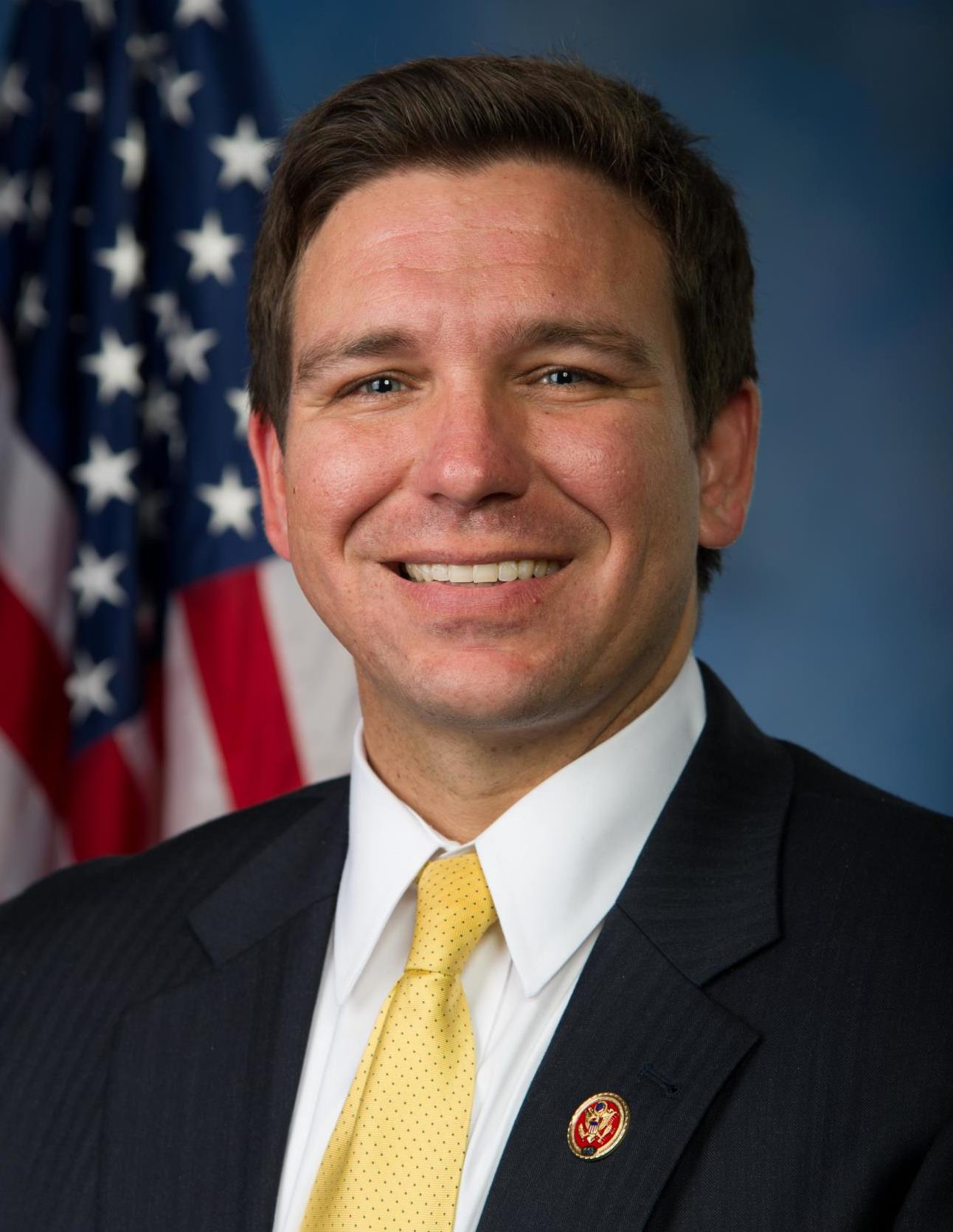
Ron DeSantis (2013), offizielles Porträt als Kongressabgeordneter

Bei der Wahl am 6. November 2012 wurde Ron DeSantis als Kandidat der Republikanischen Partei im sechsten Kongresswahlbezirk Floridas gegen die Demokratin Heather Beaven in das US-Repräsentantenhaus in Washington, D.C. gewählt, wo er am 3. Januar 2013 die Nachfolge von Cliff Stearns antrat. Seinen Wahlkreis hatte er mit 57,2 Prozent der Stimmen gewonnen. Im November 2014 wurde er wiedergewählt.
Im Kongress war DeSantis zusammen mit anderen Strengkonservativen der Republikanischen Fraktion Mitbegründer der Freedom Caucus, die sich aus Prinzip gegen jede Reformbestrebung der Demokraten aussprach.
2013 unterzeichnete DeSantis ein von den Americans for Prosperity organisiertes Versprechen, gegen jede Gesetzgebung mit Bezug zur Globalen Erwärmung zu stimmen, falls diese auf eine Steuererhöhung hinausliefe.

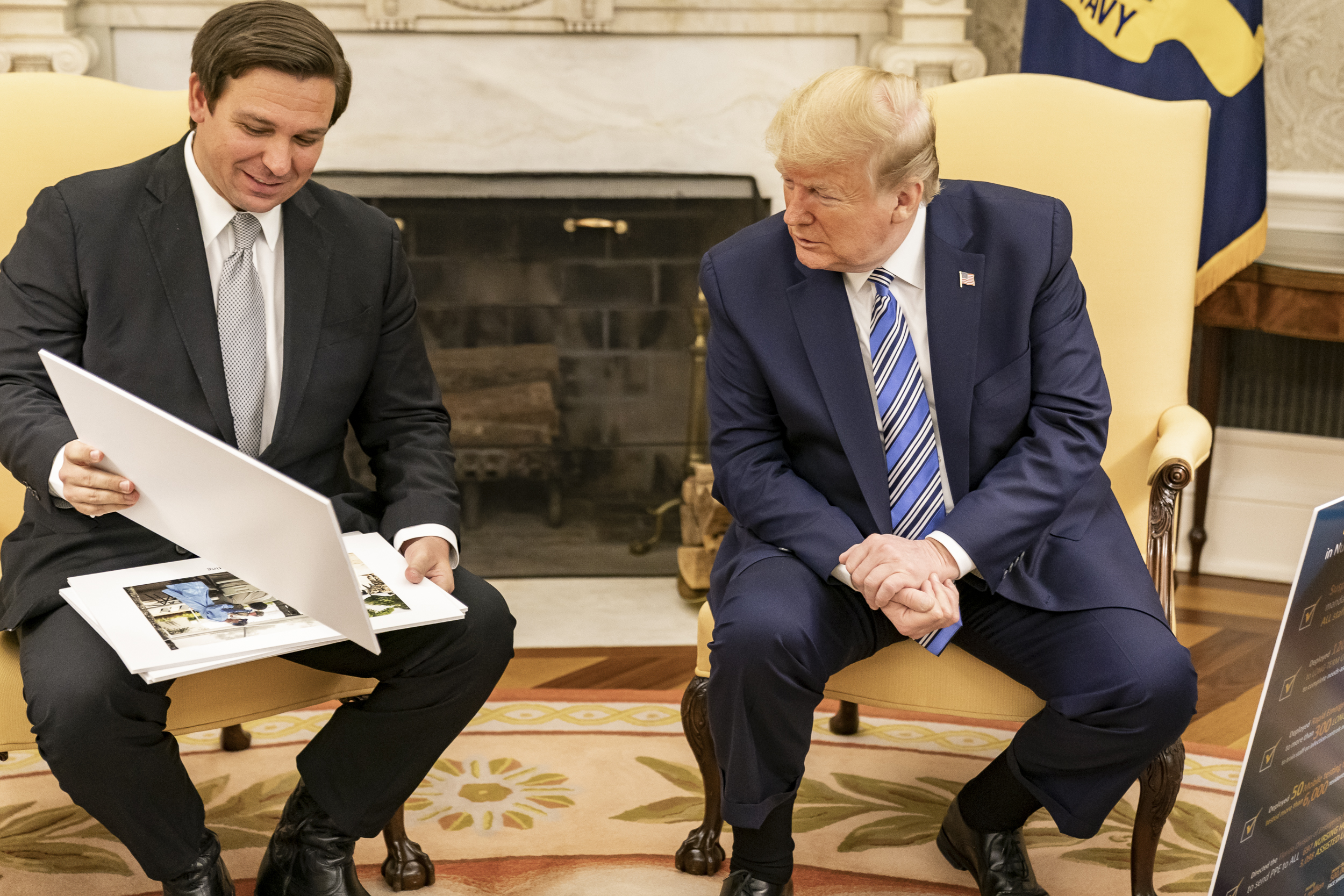
DeSantis und Donald Trump 2020 im Oval Office

DeSantis beabsichtigte zunächst keine weitere Kandidatur im November 2016, sondern wollte dann für einen Sitz im US-Senat kandidieren und dort den Sitz von Marco Rubio übernehmen. Nachdem Rubio bei der Präsidentschaftsnominierung seiner Partei Donald Trump unterlegen und doch wieder für die Senatswahl angetreten war, kandidierte DeSantis erfolgreich für eine weitere Legislaturperiode im Repräsentantenhaus. Im August 2017 fügte DeSantis dem vorgeschlagenen Ausgabenrechnungspaket für das Geschäftsjahr 2018 einen Zusatz hinzu, der die Finanzierung der Sonderermittlung zur Beeinflussung des Wahlkampfs in den Vereinigten Staaten 2016 beendet hätte. Sein Zusatz hätte dem überparteilichen Gesetzentwurf, der die Befugnis des Präsidenten zur Entlassung des Sonderermittlers Robert Mueller eingeschränkt hätte, entgegengewirkt. In fünf Jahren im Kongress initiierte er vier eigene Gesetzesvorlagen; keine davon wurde Gesetz.
DeSantis’ zweite Legislaturperiode wäre planmäßig bis zum 3. Januar 2019 gelaufen; er schied aber zum 10. September 2018 aus dem Kongress aus, um sich auf seinen Gouverneurwahlkampf zu konzentrieren. Sein Nachfolger im Repräsentantenhaus wurde Michael Waltz.
Am 28. August 2018 gewann DeSantis die republikanische Vorwahl für das Amt des Gouverneurs von Florida. Dabei erhielt er 56,5 Prozent der Stimmen; der Landwirtschaftsminister und frühere Kongressabgeordnete Adam Putnam erhielt 36,5 Prozent.

#### Gouverneur von Florida (seit 2019)

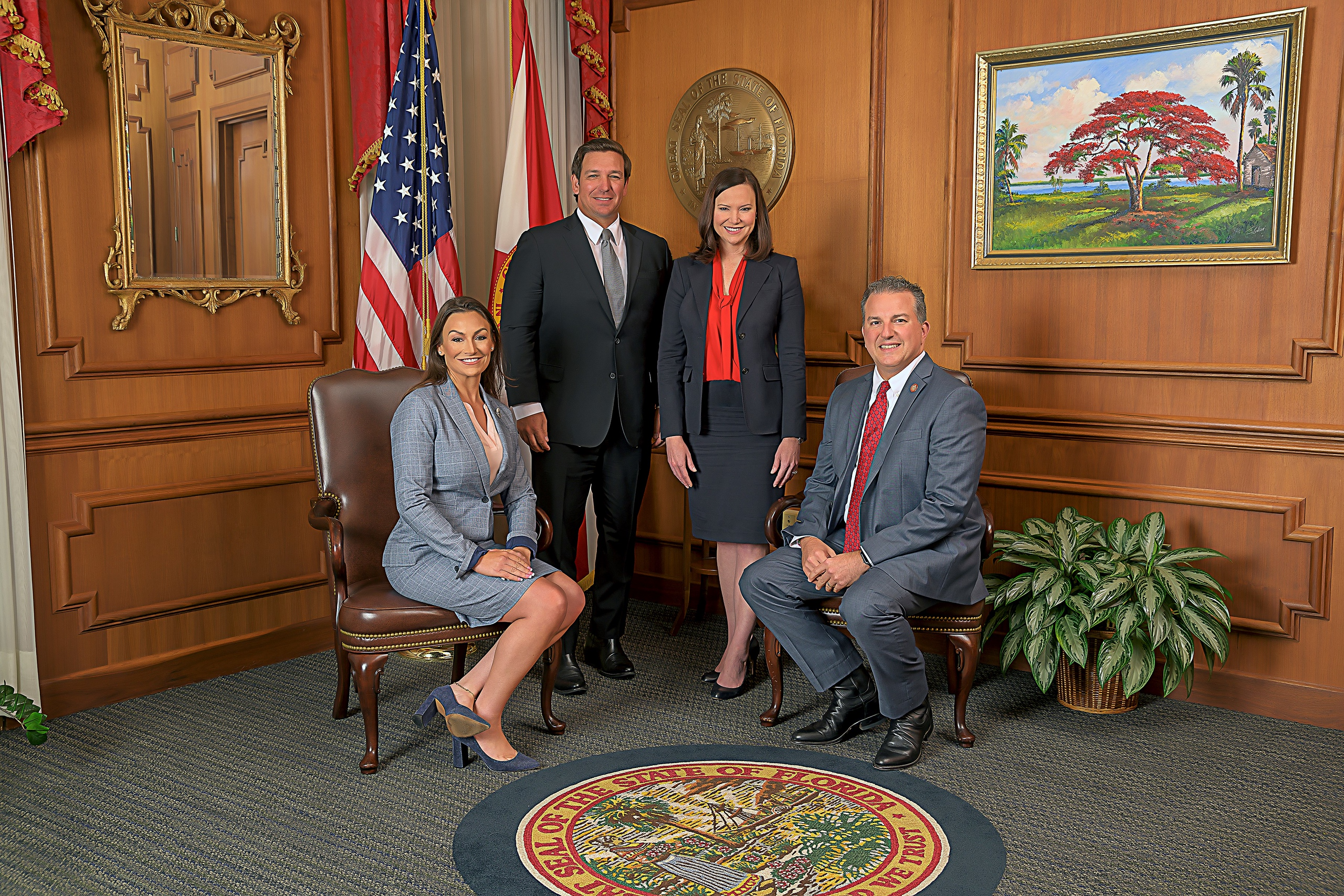
DeSantis mit seinem Kabinett, 2019

Bei der Gouverneurswahl am 6. November 2018 trat DeSantis, der sich zuvor in den Vorwahlen gegen seinen Parteirivalen Adam Putnam durchgesetzt hatte, gegen den Demokraten Andrew Gillum an, den bisherigen Bürgermeister von Tallahassee. DeSantis zog viel Kritik auf sich, als er kurz nach seiner Nominierung davon sprach, die Wähler sollten nicht den Fehler machen, mit Gillums „sozialistischen“ Plänen den Bundesstaat „durcheinanderzubringen und zu verkomplizieren“ (monkey things up), was vielfach als rassistisch bezeichnet wurde und Gillum nationale Bekanntheit brachte. Beobachter stuften die Wahl als offen ein; Umfragen sahen Gillum überwiegend knapp vorn.
DeSantis erklärte am Wahlabend seinen Sieg bei der Gouverneurswahl. Die weitere Auszählung der Stimmen insbesondere im demokratisch dominierten Broward County im Süden Floridas ließ seinen Vorsprung jedoch geringer werden, sodass am 10. November eine Nachzählung der Stimmen angeordnet wurde. Die Nachzählung ergab keine wesentliche Änderung, sodass DeSantis’ Sieg zertifiziert wurde. DeSantis hatte vor allem durch die Stimmen der ländlichen Bevölkerung gewonnen. Er trat das Gouverneursamt am 8. Januar 2019 an.
Als nach einer Volksbefragung in Florida frühere Strafgefangene – mit Ausnahme von Mördern und Sexualstraftätern – ihr Wahlrecht im Jahr 2018 zurückerhielten, entschieden die dort regierenden Republikaner unter Führung von Ron DeSantis, dass die früheren Strafgefangenen (ein Großteil von ihnen Afroamerikaner, die zu 80 Prozent die Demokratische Partei wählen) ihr Wahlrecht nur ausüben dürfen, wenn sie ihre Schulden, die im Zusammenhang mit der verbüßten Strafe stehen, abbezahlt haben. Etwa 1,5 Millionen Menschen, etwa fünf Prozent der Bevölkerung des Bundesstaates, hatten eigentlich ihr Wahlrecht nach dem Volksentscheid zurückerhalten sollen, doch hielt die Schuldenregelung der Republikaner auch nach eingereichten Klagen vor dem Florida Supreme Court stand.
Als Gouverneur erließ DeSantis im ersten Jahr Maßnahmen zum Schutz der Umwelt. Seine Wirtschafts- und Einwanderungspolitik entsprach dem republikanischen Mainstream. Während der Covid-19-Pandemie war DeSantis Vorreiter bei der von Donald Trump geforderten Aufhebung der Beschränkungen zur Eindämmung der Pandemie und öffnete das Land insbesondere für Sportveranstaltungen. So erließ DeSantis keine Lockdowns und keine Maskenpflicht und entschied, dass Wrestling systemrelevant sei. Unter seiner Regierung waren im Zuge der US-Präsidentschaftswahl 2020 erstmals mehr Republikaner als Demokraten in Florida registriert.
Im August 2021 sprach er sich für eine Aufhebung der Pflicht zum Tragen eines Mund-Nasen-Schutzes an Schulen aus und kündigte an, dass Schulleiter und Schulaufseher, die weiterhin auf einer Maskenpflicht bestünden, mit einer Gehaltssperre zu rechnen hätten. Zuvor hatte er bereits eine entsprechende Anordnung erlassen, gegen die es aber in manchen Bezirken Widerstand gab. Medial rezipiert wurden auch seine häufigen Angriffe gegen den Immunologen und Chief Medical Advisor to the President, Anthony Fauci. Beispielsweise forderte DeSantis, man solle „der Freiheit Vorrang vor Fauci“ geben („choose Freedom over Fauci“), und benutzte Faucis Namen für Wortneuschöpfungen wie „Faucian dystopia“ oder „Faucism“.
DeSantis erließ das Gesetz Parental Rights in Education, unter Kritikern auch als Don’t-say-gay-Gesetz bekannt, das die Erwähnung von Gender-Themen an Kindergärten und Grundschulen bis einschließlich zur dritten Klasse untersagt; Lehrkräfte können gekündigt werden, wenn sie darüber reden. Als das Walt Disney World Resort (einer der größten privaten Arbeitgeber in Florida) dies nach Druck seiner Belegschaft kritisierte, verhängte DeSantis Sanktionen gegen den Konzern. Diese reichte deswegen 2023 Klage gegen ihn ein.
2022 setzte DeSantis das Stop-Woke-Gesetz in Kraft; es verbietet die Vermittlung der Critical Race Theory (CRT) an Schulen. Dazu erklärte er, dass Steuergelder nicht verwendet werden sollten, um Kinder psychisch zu belasten, weil Angehörige derselben „Rasse, Hautfarbe, Herkunft oder desselben Geschlechts“ in der Vergangenheit Untaten begangen hätten. Als die Tampa Bay Rays 2022 nach Schulmassakern Reformen beim US-amerikanischen Waffenrecht forderten, sperrte er 35 Millionen US-Dollar Staatsgelder für deren Trainingskomplex.
Als Gouverneur von Florida zentralisierte DeSantis die Kontrolle über Wahlverfahren und gründete im Frühjahr 2022 eine Wahlpolizei, die angebliche Wahlfälschungen verhindern soll, obwohl Unregelmäßigkeiten bei Wahlen in Florida nur sehr selten vorkommen und DeSantis in Bezug auf Wahlbetrugsvorwürfe von Donald Trump (Big Lie) bei der Präsidentschaftswahl 2020 selbst sagte: „Florida hat 2020 vermutlich die transparentesten und effizientesten Wahlen im ganzen Land durchgeführt.“ Mit Blick auf zukünftige Wahlen betrieb er sogenanntes Gerrymandering. Dabei schnitt er Wahlkreise so zum Vorteil für die republikanische Partei zu, dass die Partei bei ähnlichen Wahlergebnissen wie bei vorherigen Wahlen weitere vier Sitze im Kongress dazu bekäme, während der demokratischen Partei ein Sitz wegfiele.
Im September 2022 ließ DeSantis unangekündigt mehrere Dutzend Migranten in den von Demokraten geprägten Bundesstaat Massachusetts nach Martha’s Vineyard (eine von prominenten demokratischen Politikern genutzte Ferieninsel) fliegen. DeSantis’ Büro bezeichnete die Aktion als Teil eines „Umsiedlungsprogramms“, „um illegale Einwanderer in Schutzzonen zu transportieren“, und behauptete, dass Staaten wie Massachusetts eine Politik offener Grenzen unterstützten und Anreize für illegale Migration geschaffen hätten. Als ihm durch diese Aktion wenige Wochen vor den Gouverneurswahlen sowohl eine ungeteilte mediale Aufmerksamkeit zuteilwurde als auch seine Popularität unter republikanischen Anhängern stieg, gab er an, den „Jackpot“ geknackt zu haben.
2022 hatte DeSantis mehr als hundert Millionen US-Dollar für zukünftige Wahlen gesammelt. Zu seinen finanziellen Unterstützern zählt der Unternehmer Bernie Marcus, der Hedgefondsmilliardär Ken Griffin und der Milliardär Richard Uihlein. The New Yorker recherchierte, dass DeSantis’ Wahlkampfteam eng mit Führungskräften von Fox News zusammenarbeite.
DeSantis wurde bei der Gouverneurswahl 2022 mit rund 59,4 Prozent der Stimmen wiedergewählt; er bekam damit im eigentlich als Swing-State geltenden Florida rund 20 Prozentpunkte mehr als sein demokratischer Herausforderer Charlie Crist.
Nachdem eine Geschworenenjury mehrheitlich für die Anwendung der Todesstrafe bei dem Schützen des Schulmassakers von Parkland war, dieser jedoch dennoch keine Todesstrafe erhielt, weil nicht alle Geschworenen für die Verhängung der Todesstrafe waren (3 von 12 waren dagegen), verabschiedete DeSantis im April 2023 ein Gesetz, das es der Jury erlaubt, die Todesstrafe auch dann zu empfehlen, wenn sich eine Minderheit von weniger als fünf Geschworenen dagegen ausspricht. Im Mai 2023 unterzeichnete DeSantis ein Gesetz, das Programme für Diversität, Gleichstellung und Inklusion an Universitäten in Florida verbietet. Zwei Monate später erließ DeSantis eine Richtlinie, nach der in Lehrplänen zu unterrichten ist, dass für Afroamerikaner während der Sklaverei in den USA nicht alles schlecht gewesen sei, sondern dass die Sklaverei den Schwarzen auch ermöglicht habe, sich neue Fähigkeiten anzueignen. Nicht nur die demokratische Vizepräsidentin Kamala Harris, sondern auch republikanische Abgeordnete und Senatoren wie Tim Scott und John James kritisierten diese Verordnung. Außerdem im Lehrplan vorkommen soll „die Gewalt gegen und von Afroamerikanern“ sowie die Rassenunruhen in den USA.
Als US-Präsident Joe Biden Anfang September 2023 den von Hurrikan Idalia schwer getroffenen Nordwesten Floridas besuchte, kam ein Treffen zwischen DeSantis und dem Präsidenten nicht zustande, obwohl parteipolitische Diskrepanzen bei solchen Anlässen üblicherweise in den Hintergrund geschoben werden. Im November 2023 gab DeSantis bekannt, beim zukünftigen Haushalt Floridas eine Million US-Dollar für einen etwaigen Rechtsstreit wegen einer Nichtnominierung eines floridianischen College Footballteams (den Florida State Seminoles) zu den Meisterschafts-Playoffs zur Seite zu legen.
DeSantis ist Klimawandelleugner. 2024, zu Beginn der atlantischen Hurrikansaison 2024, unterschrieb er ein Gesetz, das besagt, dass das Wort „Klimawandel“ aus Gesetzestexten des Staates Florida entfernt werden muss. Im Oktober 2024, nachdem die beiden Hurrikans Helene und Milton schwere Verwüstungen in Florida angerichtet hatten, bestritt er, dass der Klimawandel Hurrikans stärker mache. Zuvor hatten Wissenschaftler genau diese Verstärkung in einer Attributionsstudie belegt.

#### Präsidentschaftskandidatur 2024

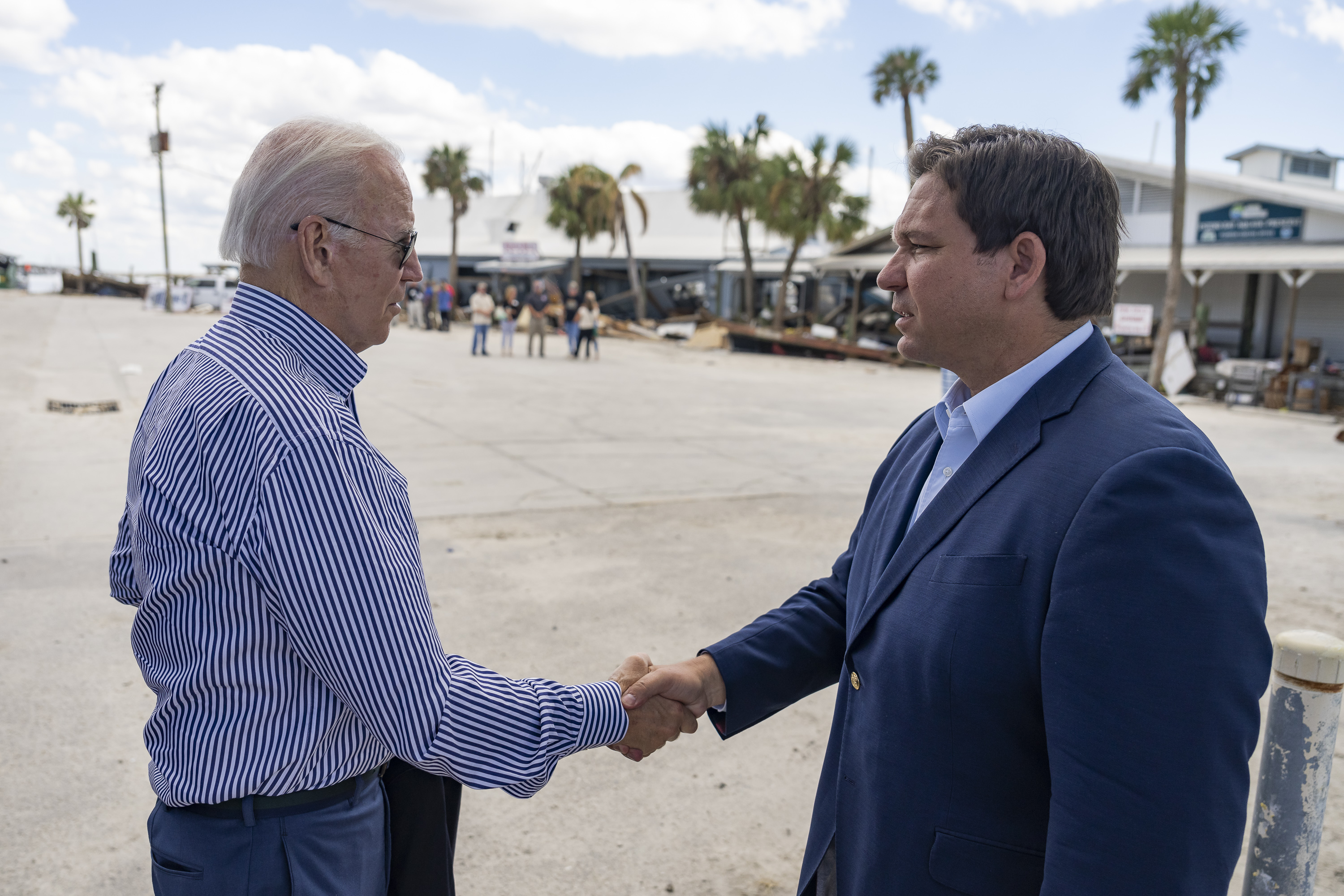
DeSantis und US-Präsident Joe Biden im Oktober 2022 in Fort Myers

Am 24. Mai 2023 reichte DeSantis seine Kandidatur für die Präsidentschaftswahl in den Vereinigten Staaten 2024 bei der Federal Election Commission ein.
Ende Mai 2023 sagte DeSantis in einer Radiosendung, er wolle, sollte er zum US-Präsidenten gewählt werden, „politische Gefangene“ begnadigen, und konkretisierte, dass er damit Teilnehmer am Sturm auf das Kapitol meine. Begnadigen wolle er auch Donald Trump, sollte dieser verurteilt werden. Als Grund für sein geplantes Vorgehen nannte DeSantis, dass die Justizbehörden „politisch instrumentalisiert“ würden, daher werde er jeden einzelnen dieser Fälle überprüfen lassen. Mit dem Begriff „politische Gefangene“ für angeklagte Teilnehmer am Sturm auf das Kapitol übernahm DeSantis eine von Donald Trump wiederholt benutzte Bezeichnung. Dieser behauptet, in den USA säßen Hunderte bzw. Tausende angeblich unschuldiger US-Bürger in Haft, da ein von „linken Eliten“ unterwandertes FBI Jagd auf sie mache. Einer Recherche des britischen Guardian von 2022 zufolge wurden jedoch, anders als üblicherweise vor Prozessen bei Bundesangelegenheiten, mindestens 70 Prozent der wegen des Aufstands im Kapitol Angeklagten freigelassen, während sie auf ihren Prozess warteten. Im Juli 2023 entließ DeSantis ein Drittel seines Wahlkampfteams, nachdem er in Wahlumfragen deutlich hinter Trump zurücklag.
Im August 2023 kündigte DeSantis in Bezug auf Mitarbeiter der staatlichen Bürokratie an, im Falle seines Wahlsieges am ersten Tag seiner Präsidentschaft zu beginnen, „Kehlen aufzuschlitzen“. Der größte Einzelsponsor seines Präsidentschaftswahlkampfes, der Hotelunternehmer Robert Bigelow, forderte von DeSantis eine Kurskorrektur seiner Politik. Er werde kein weiteres Geld spenden, bis DeSantis neue Spender an Bord geholt und seine Kampagne deutlich moderater ausgerichtet habe. Im August 2023 erkannte DeSantis erstmals an, dass Trump die US-Präsidentschaftswahl 2020 verloren hatte. Bis dato war er Fragen zur Legitimität dieser Wahl stets ausgewichen.
Am 21. Januar 2024 zog DeSantis seine Kandidatur zurück und empfahl seinen Anhängern, Trump zu wählen. Zuvor hatte er bei der Vorwahl der Republikaner in Iowa nach einem aufwendigen Wahlkampf mit 21 % der Stimmen abgeschlagen hinter Trump den zweiten Platz erzielt.
Für DeSantis Wahlkampagne mit dem Titel „Never Back Down“ wurden 53 Millionen US-Dollar aufgewendet, einer Summe die weit unter seinen eingeworbenen Wahlkampfspenden lag. Über die Never Back Down, deren Präsident er ist und Empower Parents PAC sammelte er über 131 Millionen Dollar.

### Privates

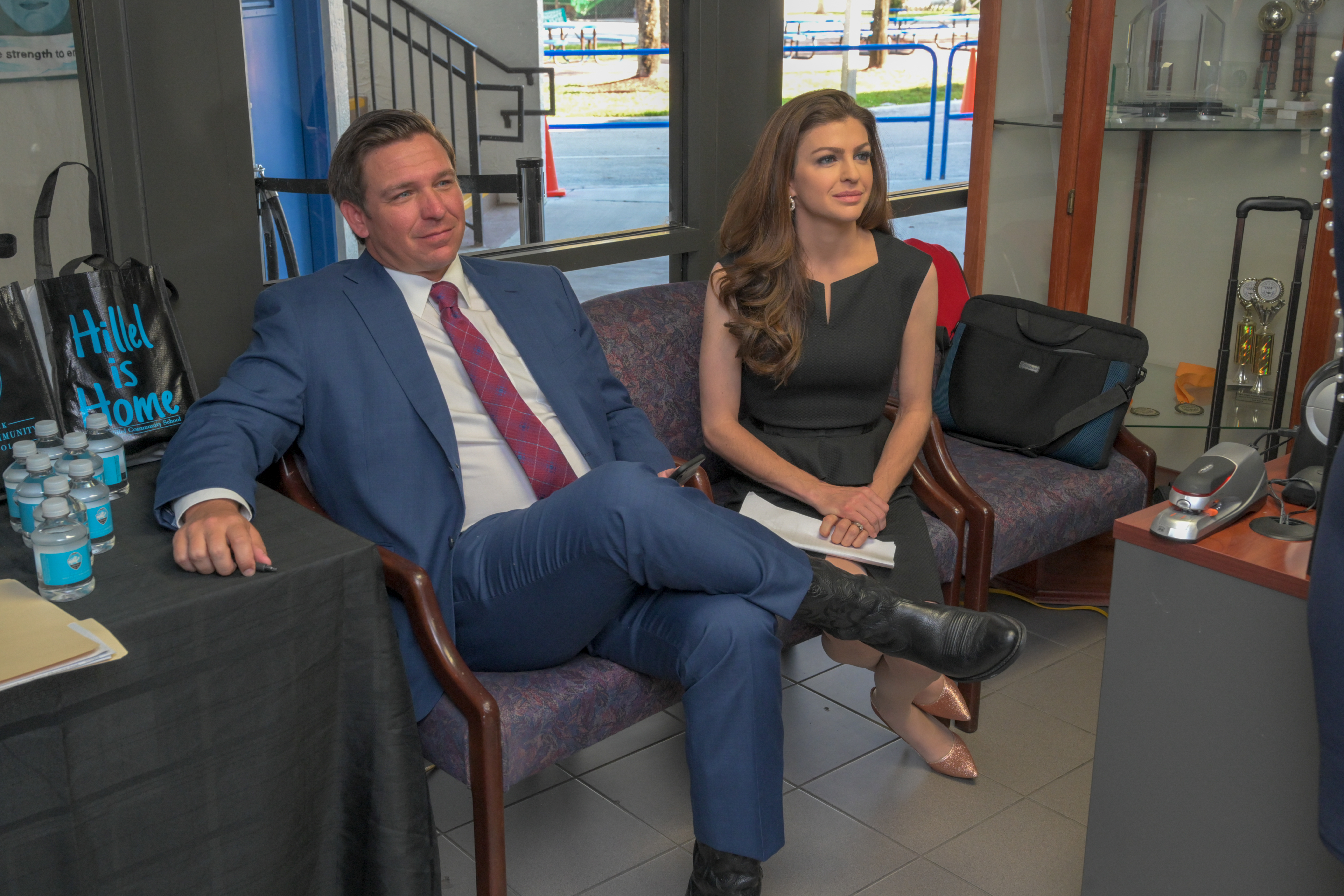
Ron und Casey DeSantis 2019

Ron DeSantis ist mit Casey DeSantis (* 1980), geb. Black, verheiratet, mit der er drei Kinder hat. Sie lernten sich bei einem Golfkurs der University of North Florida kennen. Casey DeSantis ist eine ehemalige Moderatorin der Fernsehsender Golf Channel und WJXT. Sie heirateten im September 2009 im Walt Disney World Resort. Ronald DeSantis ist römisch-katholisch. Er ist Mitglied der Veteranenorganisationen Veterans of Foreign Wars und American Legion.

## Rezeption
Nach der Überzeugung von Dan Eberhart, einem Großspender der Republikanischen Partei und Manager eines Ölfeld-Dienstleistungsunternehmens, ist DeSantis „wie Trump, aber ein bisschen klüger, disziplinierter und schroff, ohne zu schroff zu sein“. DeSantis wurde von der Time in die Time 100 des Jahres 2022 aufgenommen.

## Veröffentlichungen
- Dreams From Our Founding Fathers: First Principles in the Age of Obama. 2011 veröffentlicht. Jacksonville: High-Pitched Hum Publishing. ISBN 978-1-934666-80-7.[76]
- The Courage to Be Free: Florida’s Blueprint for America’s Revival. 2023 veröffentlicht. Broadside Books. ISBN 978-0-06-327600-0.[77]
  - Mut frei zu sein: Was Amerika von Florida lernen kann Langen-Müller, München 2024. ISBN 978-3-7844-3702-6.